# Shermin Langhoff
Pour les articles homonymes, voir Langhoff.
Shermin Langhoff (ou Șermin Langhoff), née le 9 décembre 1969 à Bursa, en Turquie, est une directrice de théâtre reconnue pour son engagement en faveur du théâtre post-migratoire. Elle est la première femme d'origine turque à diriger un théâtre d'État en Allemagne. Elle utilise la scène théâtrale pour aborder des questions sociales et les droits humains. 
Shermin Langhoff réouvre et dirige le théâtre Ballhaus Naunynstraße à Kreuzberg en 2008. À partir de 2013, elle codirige le théâtre Maxime-Gorki à Berlin avec Jens Hillje (de). Elle devient conservatrice en chef et directrice adjointe des Wiener Festwochen en 2014.
Shermin Langhoff reçoit plusieurs prix en reconnaissance de son travail : le Prix Kairos (de) en 2011, le Prix Moses-Mendelssohn (de) en 2012 pour la promotion de la tolérance ainsi que la Croix du Mérite allemande en 2017 pour ses contributions au théâtre post-migratoire.

## Biographie

### Origines et enfance
Şermin Özel naît le 9 décembre 1969 à Bursa en Anatolie de parents turcs,,. À partir de l'âge de 2 ans, elle est élevée par ses grands-parents, à Edremit, au bord de la mer Égée, tandis que sa mère travaille à Nuremberg chez AEG,,. Sa grand-mère, d'origine grecque, est une mübadil, turque originaire de Grèce, tandis que son grand-père est un marchand de sable circassien du Caucase,.
En 1978, à l'âge de neuf ans,, elle rejoint sa mère en Allemagne,,. Elle apprend la langue allemande et, à 13 ans, elle rejoint, à sa demande, son père biologique turc. Il la place rapidement en internat et elle ne le voit plus. Sa mère vient la récupérer un an plus tard. 
Shermin Langhoff découvre Goethe et Schiller. Elle s'immerge adolescente dans les milieux marxistes-léninistes et la culture underground en s’engageant politiquement dès ses études, notamment pour le parti communiste turc, à l’époque interdit.

### Parcours professionnel
Après avoir obtenu son baccalauréat, elle fait un apprentissage dans l'édition et gagne rapidement sa vie. 
Elle crée les « Journées du film germano-turc de Nuremberg », qui rassemble des artistes d’origine turque de toute l’Allemagne,,. Désireuse de se lancer dans la production cinématographique, elle effectue un stage chez NDR. Elle travaille ensuite comme directrice de production à Cologne, Francfort et Hambourg. 
En 2004 et 2005, elle travaille avec Fatih Akin, notamment pour les films  Head-On et Crossing The Bridge – The Sound of Istanbul.
Arrivée à Berlin, elle travaille à la Volksbühne am Rosa-Luxemburg-Platz, où elle découvre le théâtre allemand de l’intérieur et rencontre son futur mari, Lukas Langhoff,. Elle fonde ensuite le bureau culturel germano-turc Kultursprünge.
En 2003, elle organise pour la première fois au théâtre Hebbel am Ufer à Berlin le festival germano-turc Beyond Belonging. Matthias Lilienthal, directeur de celui-ci, lui propose un poste de curatrice qu'elle occupe de 2004 à 2008. Pendant cette période, elle dirige l'Académie des autodidactes pour les talents de la deuxième génération d'immigrants turcs, tels que Neco Çelik (tr) et Nurkan Erpulat (de). C'est là que naît, entre autres, le projet Klassentreffen – die zweite Generation.
En 2008, Shermin Langhoff rouvre le théâtre Ballhaus Naunynstraße à Kreuzberg. Elle précise « On nous appelle parfois un théâtre turc. C’est faux. Nous présentons un théâtre de notre point de vue et nous définissons nous-mêmes nos zones de conflit. ». 
Inspirée par l'auteur germano-turc Feridun Zaimoğlu, elle popularise le terme « post-migrant », décrivant les identités des Allemands de deuxième ou troisième génération issus de l'immigration. Sous sa direction, dramaturges, metteurs en scène et acteurs issus de l'immigration se retrouvent sur scène pour partager leurs expériences.

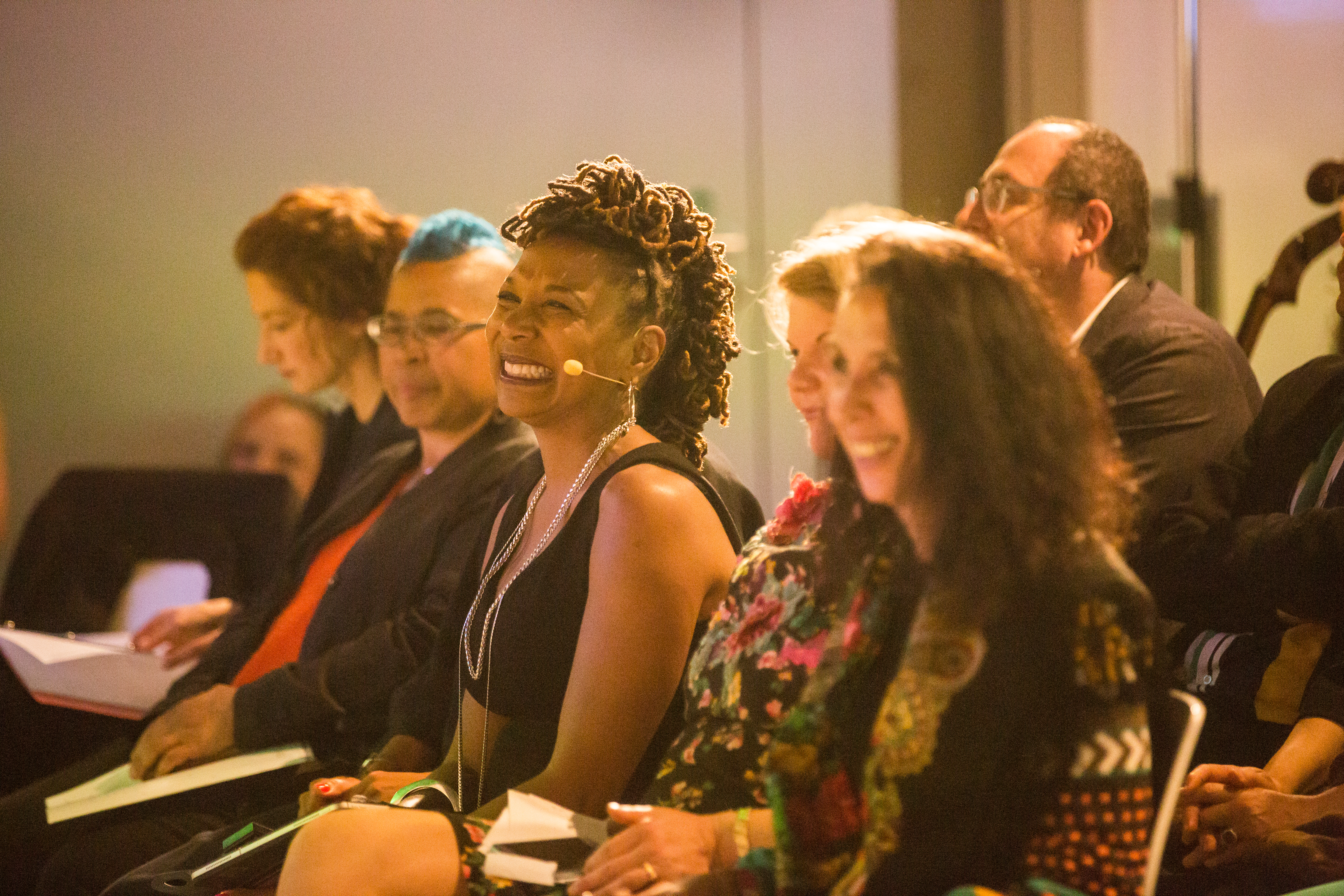
Peggy Piesche, Kimberlé Crenshaw, Ines Kappert, Shermin Langhoff, en 2019

À partir de l'été 2013, Shermin Langhoff codirige avec le dramaturge Jens Hillje (de) le Théâtre Gorki à Berlin,, qui est désigné théâtre de l'année en 2014et 2016. Elle devient la quatrième femme à diriger un théâtre d'État en Allemagne et la première d'origine turque. 
Elle utilise la scène pour aborder des thèmes sociaux et s'engage activement en faveur des droits humains et de la politique des réfugiés à Berlin. Son objectif est de transformer le Gorki en un théâtre contemporain qui reflète les enjeux d'une société urbaine diversifiée, en intégrant les débats publics et les voix extérieures dans les productions. Presque toute la troupe du théâtre est renouvelée : parmi les 18 membres, la moitié sont d'origine turque ou afro-allemande, avec d'autres racines en Europe de l'Est. Son mandat est prolongé à plusieurs reprises jusqu'en 2026,.
En 2014, elle devient la conservatrice en chef et directrice adjointe des Wiener Festwochen,. 

### Vie privée
En 1996, elle épouse Lukas Langhoff, un metteur en scène issu d'une dynastie théâtrale berlinoise. Ensemble, ils ont une fille, Rosa, née en 1998,,,.

## Controverses

### Accusation d'abus de pouvoir (depuis 2021)
En 2021, Shermin Langhoff est poursuivie en justice pour abus de pouvoir par Johanna Höhmann, dramaturge du Théâtre Maxim-Gorki de Berlin, pour harcèlement et discrimination à la suite du non-renouvellement de son contrat. En mai 2021, la procédure judiciaire aboutit à un règlement avec le paiement de 15 000 euros à la dramaturge et à la résiliation de la relation contractuelle d'un commun accord ,.
Les médias critiquent Klaus Lederer, sénateur responsable de la culture, pour discrimination positive. Selon Die Zeit, bien que Lederer soit informé des reproches contre Shermin Langhoff depuis 2019, il prolonge son contrat en 2020 jusqu'en 2026. Le fait qu'elle soit une femme d'origine non allemande alimente ces accusations, et le journal Die Welt s'interroge sur le fait qu'elle conserve son poste uniquement en raison de son genre.

## Prix et distinctions
2011 : prix de Kairos doté de 75 000 euros.
2012 : prix Moses-Mendelssohn pour la promotion de la tolérance, doté de 10 000 euros, pour son travail au Ballhaus Naunynstraße.
2017 : réception du Bundesverdienstkreuz, la Croix du Mérite de la République fédérale d'Allemagne, pour ses contributions remarquables au théâtre post-migratoire et son impact significatif sur les questions d'intégration.

## Publications
- (de) « Kultur ist kein Integrationskurs », Süddeutsche Zeitung,‎ 16 janvier 2016 (lire en ligne ).
- (de) « Kulturpolitik kann Räume schaffen – ein Gespräch », bpb,‎ 13 mai 2016 (lire en ligne ).
- (de) avec Lutz Knospe, Lutz Knospe, Berlin, Theater der Zeit, mars 2023, 432 p. (ISBN 978-3957494320).